# Samuel Reshevsky
Samuel Reshevsky (nascido Szmul Rzeszewski; Ozorków, 26 de novembro de 1911 — Nova Iorque, 4 de Abril de 1992) foi um famoso xadrezista e, posteriormente, um dos principais mestres de xadrez. Foi um forte competidor do Campeonato Mundial de Xadrez da década de 30 à década de 60: ficou em terceiro lugar no Campeonato Mundial de Xadrez de 1948, e em segundo lugar em 1953, no Torneio de Candidatos. Foi oito vezes vencedor do U.S. Chess Championship. Um excelente jogador ao longo de toda sua carreira, Reshevsky destacou-se em jogos posicionais, e podia ser um excelente jogador tático quando isso lhe era requerido. Tomavam-lhe muito tempo as aberturas, e não raro encontrava-se com pouco tempo — mas muitas vezes isso perturbava mais os oponentes que Reshevsky. Participou e ganhou vários campeonatos norte-americanos e empatou um match com o grande mestre internacional e ex-campeão mundial Bobby Fischer.
Era contabilista de profissão, e um escritor sobre xadrez muito apreciado.

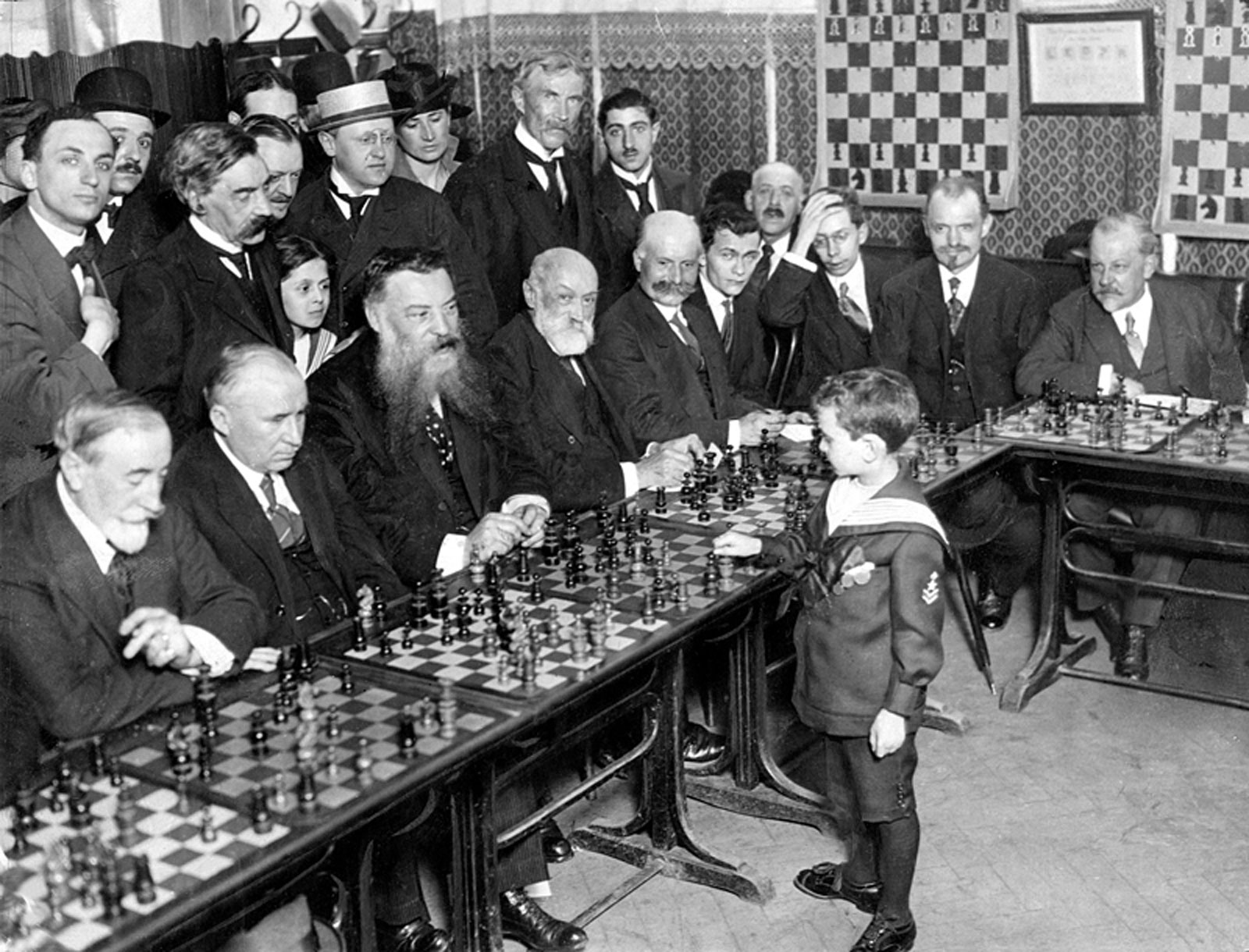
O jovem prodígio Samuel Reshevsky, com oito anos, derrotando mestres de enxadrismo na França (1920).

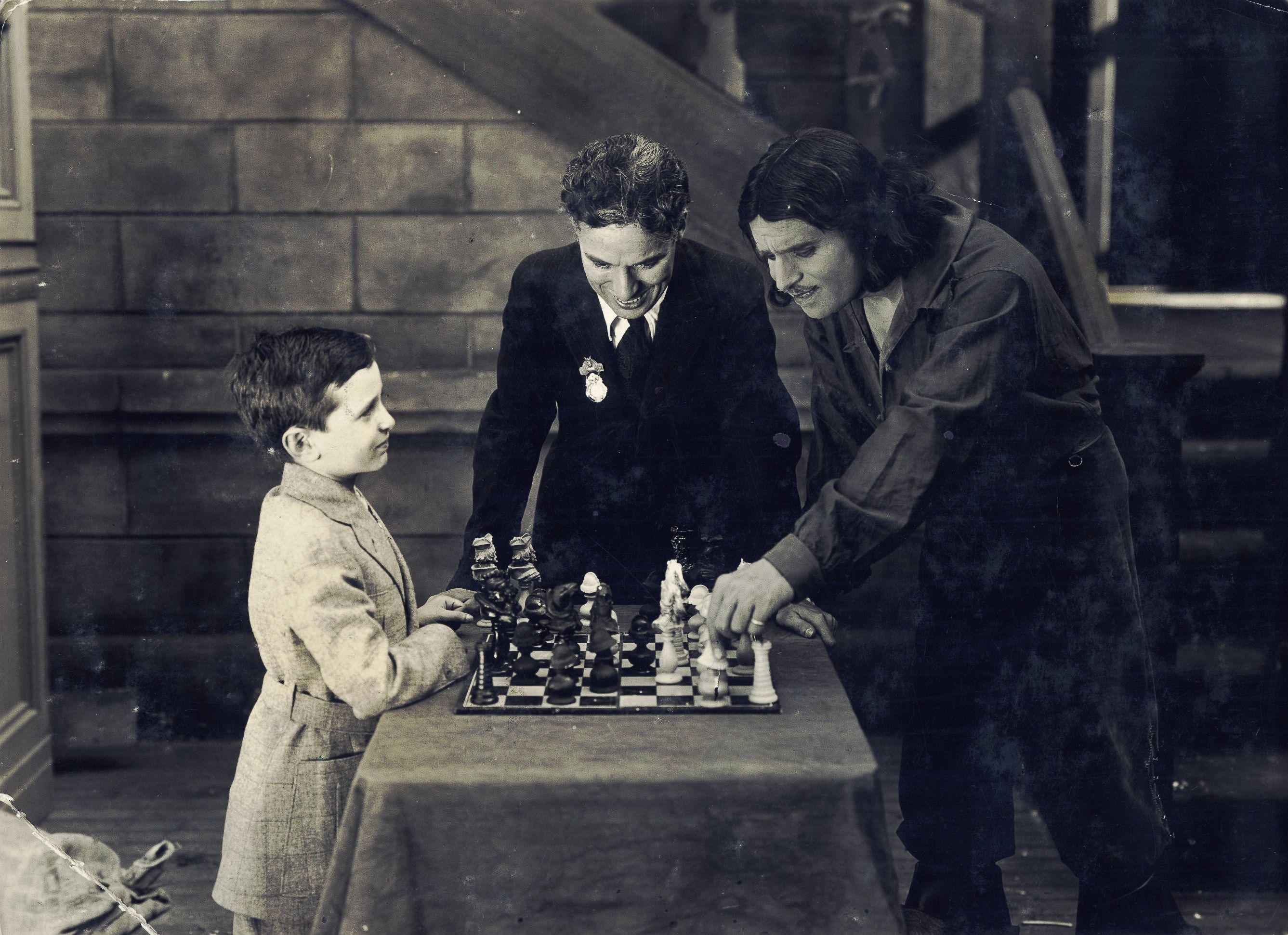
Douglas Fairbanks jogando xadrez com Samuel Reshevsky e Charlie Chaplin assiste ao jogo, durante as filmagens do filme americano Os Três Mosqueteiros, 1921.

## Vida
Reshevsky nasceu em Ozorków, perto de Łódź (outrora parte do Império Russo, hoje Polónia). Aprendeu a jogar xadrez aos 3 anos e 5 meses, e foi logo aclamado como uma criança prodígio. Aos oito anos derrotava jogadores aclamados com facilidade, e dava partidas simultâneas. Em novembro de 1920, seus pais se mudaram para os Estados Unidos, para gozarem de uma vida melhor. Reshevsky jogou milhares de partidas por todos os Estados Unidos. Jogou no Torneio de Mestres Nova-Iorquinos de 1922; a essa fase, ele era considerado o mais jovem jogador a competir em um torneio profissional.
Na sua infância, Reshevsky não foi à escola, e seus pais foram intimados pelo Tribunal de Distrito de Manhattan, enfrentando uma acusação de tutela inadequada. Entretanto, Julius Rosenwald, o co-proprietário da Sears, Roebuck and Company em Chicago, logo se tornou benfeitor de Reshevsky; Rosenwald garantiu o futuro de Reshevsky sob a condição de que ele completasse os estudos.
Reshevsky nunca se tornou realmente um jogador profissional de xadrez. Renunciou ao xadrez competitivo durante 7 anos, de 1924 a 1931, para completar sua educação secundária. Graduou-se na Universidade de Chicago em 1934 com licenciatura em contabilidade, e ajudou a sua família trabalhando como contabilista. O seu casamento com Norma Mindick, em 1941, deu-lhe três filhos. Reshevsky era um judeu religioso e, por isso, não jogava em shabat, nem em feriados religiosos judaicos, e os seus jogos eram marcados de acordo com o calendário judaico.

## Principais resultados em torneios
| Data | Local                   | Colocação | Observações                                                                            |
| ---- | ----------------------- | --------- | -------------------------------------------------------------------------------------- |
| 1937 | Semmering/Baden de 1937 | 4º        | Vencido por Paul Keres, com Reuben Fine em segundo e José Raul Capablanca em terceiro. |
| 1938 | AVRO 1938               | 5º        | A frente de Alexander Alekhine e José Raúl Capablanca.                                 |